# لوساكا
لوساكا أو لُساكة عاصمة زامبيا وأكبر مدنها تقع في الجزء الجنوبي من البلاد على ارتفاع 1300 متر، تعداد سكانها 1,084,703 نسمة (طبقاً لإحصائيات 2000) وتعدّ من أسرع الدول الأفريقية في النمو من حيث السكان وتعدّ مركزا تجاريا بالإضافة إلى كونها مقر الحكومة ويمتد منها الطرق السريعة إلى شمال وجنوب وشرق وغرب زامبيا.

## المناخ
يظهر الجدول التالي التغييرات المناخية على مدار السنة للوساكا:
| البيانات المناخية لـلوساكا         | البيانات المناخية لـلوساكا | البيانات المناخية لـلوساكا | البيانات المناخية لـلوساكا | البيانات المناخية لـلوساكا | البيانات المناخية لـلوساكا | البيانات المناخية لـلوساكا | البيانات المناخية لـلوساكا | البيانات المناخية لـلوساكا | البيانات المناخية لـلوساكا | البيانات المناخية لـلوساكا | البيانات المناخية لـلوساكا | البيانات المناخية لـلوساكا | البيانات المناخية لـلوساكا |
| الشهر                              | يناير                      | فبراير                     | مارس                       | أبريل                      | مايو                       | يونيو                      | يوليو                      | أغسطس                      | سبتمبر                     | أكتوبر                     | نوفمبر                     | ديسمبر                     | المعدل السنوي              |
| ---------------------------------- | -------------------------- | -------------------------- | -------------------------- | -------------------------- | -------------------------- | -------------------------- | -------------------------- | -------------------------- | -------------------------- | -------------------------- | -------------------------- | -------------------------- | -------------------------- |
| الدرجة القصوى °م (°ف)              | 39.6 (103.3)               | 36.4 (97.5)                | 33.6 (92.5)                | 33.0 (91.4)                | 32.0 (89.6)                | 29.9 (85.8)                | 29.7 (85.5)                | 33.5 (92.3)                | 38.5 (101.3)               | 37.2 (99.0)                | 38.6 (101.5)               | 33.9 (93.0)                | 39.6 (103.3)               |
| متوسط درجة الحرارة الكبرى °م (°ف)  | 27.4 (81.3)                | 27.4 (81.3)                | 27.5 (81.5)                | 27.1 (80.8)                | 25.8 (78.4)                | 23.8 (74.8)                | 24.0 (75.2)                | 26.5 (79.7)                | 30.3 (86.5)                | 31.7 (89.1)                | 30.4 (86.7)                | 27.7 (81.9)                | 27.5 (81.5)                |
| المتوسط اليومي °م (°ف)             | 21.5 (70.7)                | 21.5 (70.7)                | 21.1 (70.0)                | 19.9 (67.8)                | 17.4 (63.3)                | 15.2 (59.4)                | 14.9 (58.8)                | 17.3 (63.1)                | 21.3 (70.3)                | 23.5 (74.3)                | 23.4 (74.1)                | 21.7 (71.1)                | 19.9 (67.8)                |
| متوسط درجة الحرارة الصغرى °م (°ف)  | 17.6 (63.7)                | 17.4 (63.3)                | 16.4 (61.5)                | 14.0 (57.2)                | 10.7 (51.3)                | 7.8 (46.0)                 | 7.2 (45.0)                 | 9.2 (48.6)                 | 12.9 (55.2)                | 16.2 (61.2)                | 17.4 (63.3)                | 17.8 (64.0)                | 13.7 (56.7)                |
| أدنى درجة حرارة °م (°ف)            | 13.0 (55.4)                | 12.9 (55.2)                | 10.0 (50.0)                | 8.0 (46.4)                 | 5.4 (41.7)                 | 0.2 (32.4)                 | 0.7 (33.3)                 | 2.8 (37.0)                 | 5.8 (42.4)                 | 9.0 (48.2)                 | 10.8 (51.4)                | 10.4 (50.7)                | 0.2 (32.4)                 |
| الهطول مم (إنش)                    | 245.4 (9.66)               | 185.9 (7.32)               | 95.0 (3.74)                | 34.7 (1.37)                | 3.1 (0.12)                 | 0.0 (0.0)                  | 0.1 (0.00)                 | 0.4 (0.02)                 | 1.7 (0.07)                 | 18.4 (0.72)                | 89.3 (3.52)                | 208.1 (8.19)               | 882.1 (34.73)              |
| متوسط أيام هطول الأمطار (≥ 1.0 mm) | 18                         | 15                         | 10                         | 3                          | 0                          | 0                          | 0                          | 0                          | 0                          | 2                          | 8                          | 16                         | 72                         |
| متوسط الرطوبة النسبية (%)          | 82.3                       | 82.5                       | 80.7                       | 75.8                       | 69.3                       | 65.2                       | 61.1                       | 53.6                       | 46.3                       | 48.6                       | 60.2                       | 78.6                       | 67.0                       |
| ساعات سطوع الشمس الشهرية           | 176.7                      | 168.0                      | 220.1                      | 246.0                      | 275.9                      | 270.0                      | 294.5                      | 303.8                      | 291.0                      | 272.8                      | 234.0                      | 182.9                      | 2٬935٫7                    |
| المصدر: NOAA                       |                            |                            |                            |                            |                            |                            |                            |                            |                            |                            |                            |                            |                            |

## توأمة
للوساكا اتفاقيات توأمة مع كل من:
- دوشنبه
- إيجيفسك
- لوس أنجلوس

## أعلام
- جاكسون موانزا
- ديفيس نكاوسو
- جورج غريغان
- لوتي موالي
- كينيدي مويني
- فريدريك شيلوبا
- شاسوي نسوفوا
- أليس لينشينا